# Jesse Lacey
Jesse Lacey nació el 10 de julio de 1978 en Levittown, Nueva York como Jesse Thomas Lacey. Es conocido por ser el cantante, guitarrista, líder y fundador de la banda Brand New. También fue el bajista original de Taking Back Sunday.

## Biografía
Lacey es el segundo de los siete hermanos de su familia. Comenzó en una banda llamada The Rookie Lot, con influencias del hardcore melódico y emo, donde coincidiría con el que sería compañero suyo en Brand New, el bajista Garrett Tierney.
En 1999 Eddie Reyes forma Taking Back Sunday en Long Island, y Lacey ingresa como bajista junto con su excompañero en el instituto South Shore Christian School, el guitarrista John Nolan. Con ellos graba un EP autotitulado Taking Back Sunday. La banda comienza a forjarse un nutrido número de seguidores en la emergente escena alternativa del Nueva York de finales de los 90 y comienzo de siglo. Sin embargo, Lacey decide dejar la banda junto al cantante Antonio Longo a finales de 2000. Lacey y Longo sería sustituidos por Shaun Cooper y Adam Lazzara.
Las causas de la marcha de Lacey aún no están claras. Parece ser que Lazzara y Nolan (cantantes ambos en aquel momento de TBS) podrían haberse acostado uno de ellos (o los dos, ya que los tres implicados se conocían) con la novia de entonces de Lacey, lo que precipitó una serie de discusiones entre Nolan y Lacey y que terminó con la marcha del último. Como consecuencia, dos años sin dirigirse la palabra y canciones dirigidas entre ellos tratando el incidente, "Seventy Times 7", del álbum de Brand New Your Favorite Weapon dirigida a Nolan y a Lazzara. "There's No 'I' In Team", de Tell All Your Friends, de TBS, la respuesta a Lacey. Después, Nolan y Lacey hacen las paces y el primero se marcha de TBS en 2003 y formó Straylight Run. Ambos han colaborado con el otro en sus respectivos proyectos.
Volviendo a la marcha de Lacey de TBS, a finales de 2000, comienzos de 2001, forma Brand New junto a Garrett Tierney y Brian Lane, excompañeros suyos en The Rookie Lot, y Brandon Reilly, ex guitarrista de The Movielife. Con Brand New ha grabado 3 álbumes de estudio, 2 EP y 3 demos. Entre esos discos se incluye el aclamado Deja Entendu, de 2003. Todo un éxito en ventas y, sobre todo, por la crítica especializada. Ya con Your Favorite Weapon en 2001 logró un importante éxito gracias a su primer sencillo "Jude Law and a Semester Abroad". Pero con Deja Entendu supera el éxito anterior gracias a canciones como "The Quiet Things That No One Ever Knows" y "Sic Transit Gloria... Glory Fades", auténticos éxitos que permiten a Deja Entendu acabar el año 2003 en el puesto 63 del Billboard 200.
En navidades de 2006, Lacey y los suyos lanzan su tercer disco, The Devil and God Are Raging Inside Me, después de ser fichados por Interscope. También, este álbum es alabado conjuntamente por la crítica.